# جوزيف راينبرجر
جوزيف غابرييل (فون) راينبرجر (ولد في فادوز في 17 مارس 1839، وتوفي في ميونيخ في 25 ديسمبر 1901)، هو ملحن ومعلم ألماني من ليختنشتاين.